# Stick Stickly
Stick Stickly è il singolo del gruppo musicale statunitense Attack Attack!, pubblicato il 4 giugno 2008. Il nome del singolo è ispirato all'omonimo personaggio del cartone animato Nickelodeon Nick in the Afternoon.

## Tracce
1. Stick Stickly – 3:22

## Formazione
- Austin Carlile - voce death
- Andrew Whiting - chitarra solista
- Johnny Franck - chitarra ritmica, voce melodica
- John Holgado - basso
- Andrew Wetzel - batteria, percussioni
- Caleb Shomo - tastiera, sintetizzatore, programmazione, voce secondaria